# Liebherr
A Liebherr egy német-svájci multinacionális berendezésgyártó vállalat, amelynek székhelye a svájci Bulle-ban található, fő gyártási létesítményei és gyökerei Németországban vannak.
A Liebherr több mint 130 vállalatból áll, amelyek 11 divízióba szerveződnek: földmunkák, bányászat, mobil daruk, toronydaruk, betontechnológia, tengeri daruk, űrhajózási és szállítási rendszerek, szerszámgépek és automatizálási rendszerek, háztartási készülékek és alkatrészek. Világszerte több mint 42 000 alkalmazottat foglalkoztatott, amely szám 2018 végére 46 169-re nőtt. 2017-ben kilencmilliárd eurós árbevételt ért el. 2007-re a világ legnagyobb daruipari vállalata volt. 2018-ban a Liebherr először lépte át a 10 milliárd eurós határt: az éves árbevétele elérte a 10,551 milliárd eurót, ami új rekordnak számított a vállalat történetében. 2023-ra a vállalat alkalmazottainak száma meghaladta az 53 000 főt, árbevétele pedig elérte a 14 milliárd eurót.
Az 1949-ben Hans Liebherr által a németországi Kirchdorf an der Illerben (Baden-Württemberg, Németország) alapított vállalat a mai napig teljes egészében a Liebherr család tulajdonában van. Isolde és Willi Liebherr, Hans lánya és fia, a svájci Bulle-ban található Liebherr-International AG vezérigazgatója és elnöke, és számos más családtag is aktívan részt vesz a vállalat irányításában. A Forbes magazin 2005-ben milliárdosok közé sorolta őket. 1974-ben a Franklin Intézet Hans Liebherrnek ítélte oda a Frank P. Brown-érmet.
A Liebherr gyártja a világ legerősebb és legmagasabb lánctalpas daruját, az LR 13000-at. Ez a daru képes akár 3 000 tonna (2 953 angol tonna; 3 307 amerikai tonna) teher emelésére, maximális horogmagassága pedig 248 méter (814 láb). Ezt a magasságot egy 126 méter hosszú rácsos gém hozzáadásával érik el, amelyet a 248 méteres főgémhez csatlakoztatnak. A lánctalpas alváz további 2 méter (6 láb 7 hüvelyk) magas, így a teljes szerkezet magassága összesen 248 méter. A maximális emelési magasság 245 méter (804 láb), az összes ellensúly tömege pedig 1 900 tonna (1 870 angol tonna; 2 094 amerikai tonna), ebből 1 500 tonna (1 476 angol tonna; 1 653 amerikai tonna) a forgó ellensúly.